# Alias (Unternehmen)
Alias Systems Corporation ist ein kanadisches Software-Unternehmen mit Sitz in Toronto, das sich insbesondere in der Entwicklung von 3D-Software einen Namen gemacht hat. Gegründet 1983 als Alias Research bzw. 1984 als Wavefront Technologies, fusionierten die Gesellschaften 1995 unter dem Dach der Silicon Graphics Inc. (SGI) zu Alias|Wavefront und nennen sich inzwischen Alias.

## Geschichte der Unternehmen

### 1983–1989
Alias wurde 1983 von Stephen Bingham, Nigel McGrath, Susan McKenna und David Springer gegründet. Der Name (1984 auf einer SIGGRAPH-Konferenz) kommt von Anti-Aliasing, da sie damals eine Software zum Anti-Aliasing für SGI-Benutzer anboten.
1984 wurde Wavefront Technologies im kalifornischen Santa Barbara von Mark Sylvester, Larry Barels und Bill Kovacs gegründet, da sie keine passende Software für die Erstellung von Computergrafiken in Film und Fernsehen fanden.
1985 gab es für Alias eine wichtige Zusammenarbeit mit General Motors, bei der das junge Unternehmen eine Einbindung von NURBS in General Motors spline-basierter CAD-Anwendung entwickeln sollte.
Alias wollte für seine Anwendung die Hochleistungscomputer von SGI nutzen und trat daher mit SGI in Kontakt. SGI vermutete, dass jedes Mal, wenn eine Anwendung von Alias verkauft werden würde, der Kunde auch einen ihrer Computer kaufen würde. So wurde SGI zum Hauptausrüster der Hardware für Alias und dessen Kunden. Außer General Motors gehörten bis 1986 kleinere Produktionshäuser, Kraft Foods und Motorola zu den wichtigen Kunden von Alias. Alias erhielt 1986 einen Zuschlag von 400.000 $ für computergesteuertes TV-Equipment, mit dem die Welt sehen konnte, was das Hubble-Weltraumteleskop vom Weltraum aus sieht.
1985 gab es von Alias eine Software (Alias/1), die – basierend auf Cardinal Splines – deutlich genauere Linien und Oberflächen erstellte, als dies mit Polygonen möglich war. Die 1986 erschienene zweite Version Alias/2 war wegweisend im Bereich von Computer-Aided Industrial Design (CAID).
Alias/2 war ein großer Erfolg für das Unternehmen und wurde 1988 von vielen großen Firmen der Auto- und Unterhaltungsindustrie genutzt. Steve Williams (Alias) wechselte 1989 zu Industrial Light & Magic (ILM) und war beteiligt an der Erschaffung der Kreaturen für den Film Abyss – Abgrund des Todes. Dabei kam zur Modellierung die B-Spline-Technik aus Alias 2.4 zum Einsatz (auf SGI-Workstations).

### 1990–1999
1990 stellte Alias AliasStudio und PowerAnimator vor.
ILM verwendete den PowerAnimator, um in Terminator 2 – Tag der Abrechnung die chrome Kopie von Arnold Schwarzenegger zu erschaffen. Im Vergleich kostete Schwarzenegger 200.000 $ die Minute und die digitale Kopie 460.000 $ pro Minute.
IBM kaufte Anteile an Wavefront, da IBM im Bereich Film und Industriedesign Fuß fassen wollte, welches bis dahin von SGI-Rechnern bestimmt war. Wavefront brachte 1991 den Composer (Mischen und Spezialeffekte) heraus, während Alias seine Software nun auch für Mac- und Windows-Benutzer zugänglich machte.
1992 wurde AutoStudios (Erstellen von Auto-Designs) von Alias und Kinemation (3D-Charakter-Animationssystem) sowie Dynamation (Bearbeiten von Filmszenen) von Wavefront herausgebracht. In enger Zusammenarbeit mit dem Autohersteller Ford entstand 1993 StudioPaint (heute in den StudioTools integriert), ein Zeichenprogramm speziell für Skizzen und Renderings von Fahrzeugen.
1993 begann die Entwicklung an Maya, dem Nachfolger von PowerAnimator, welcher zu dieser Zeit von ILM für die visuellen Effekte in Jurassic Park benutzt wurde.
1995 wurde die Zusammenlegung von Alias und Wavefront Technologies beschlossen. Das Unternehmen war seitdem unter dem Namen Alias|Wavefront bekannt. Im Juli 2003 wurde dann die Umbenennung von „Alias|Wavefront“ in „Alias“ bekannt gegeben.

### Übernahme
Das Unternehmen machte zuletzt rund 80 Mio. US-Dollar Jahresumsatz (Stand 2004/2005).
Am 4. Oktober 2005 wurde ein Kaufvertrag über 128 Mio. US-Dollar für die bis dahin privat gehaltenen Anteile des Unternehmens durch die börsennotierte Autodesk Inc. unterzeichnet. Am 10. Januar 2006 wurde Alias von Autodesk Inc. zum Preis von 197 Millionen US-Dollar übernommen.

## Produkte

### Maya
Für Maya, ein NURBS-basierendes Visualisierungsprogramm für 3D-Animationen und visuelle Effekte, wurde Alias 2003 als erste kanadische Firma mit dem Good Design Award des japanischen Ministeriums für Wirtschaft, Handel und Industrie ausgezeichnet. Im März 2003 wurde  Alias|Wavefront zudem für die Entwicklung der Maya Software und deren 3D-Animation und Effekt-Paket der Technical Achievement Oscar in Los Angeles verliehen. Die Software wird in zahlreichen Hollywoodproduktionen im Bereich Spezialeffekte, in der Spieleentwicklung, in der Werbung und der Produktion interaktiver 3D-Inhalte eingesetzt.

### StudioTools
Ein weiteres erfolgreiches Produkt von Alias war StudioTools, die führende CAID-Software (Computer-Aided Industrial Design) für Automobilhersteller und Industriedesigner. Direkte Konkurrenz auf diesem Gebiet sind Rhinoceros 3D und ICEM Surf. Im Rahmen der Übernahme durch Autodesk wurden die StudioTools zunächst in Autodesk AliasStudio umbenannt, um schließlich in die Produkte Autodesk Alias Automotive, Autodesk Alias Design und Autodesk Alias Surface aufgeteilt zu werden.

### SketchBook Pro
SketchBook Pro ist ein Zeichen- und Skizzierprogramm, das speziell für die intuitive Bedienung mit einem Grafiktablett oder Tablet-PC konzipiert ist. Alle wichtigen Funktionen lassen sich über einen Bereich unten links/rechts der Arbeitsoberfläche mittels marking menus aufrufen. Mithilfe von drucksensitiven Werkzeugen, wie einem digitalen Bleistift, Airbrush und anderen wichtigen Skizzierwerkzeugen, lassen sich mit diesem Programm digitale Skizzen erstellen, sowie Ideen und Konzeptentwürfe schnell visualisieren. Vorteile von digitalen Skizzen sind beispielsweise das Arbeiten mit Ebenen und fast unbegrenzt wiederholbares Radieren und rückgängig Machen. Alias SketchBook Pro wurde von der Fachpresse mehrfach ausgezeichnet, so in Macworld und für Innovation von Computer Graphics World.
SketchBook Pro wird seit der Übernahme nicht mehr unter der Alias-Marke, sondern nur noch als Autodesk SketchBook Pro vertrieben.